# Reino de Adiabena
Adiabena ou Adiabene (em siríaco: ܚܲܕ݂ܝܼܐܲܒ݂; romaniz.: Ḥaḏy’aḇ) foi o nome com que Plínio, o Velho designou a região onde o antigo Império Assírio havia nascido, entre o rio Tigre e os rios Lico (Grande Zabe) e Capro (Pequeno Zabe).

## Localização
Adiabena ficava localizada entre o rio Tigre, a Média e montanhas altas e inacessíveis. A sua capital foi a cidade de Arbelas (atual Arbil, no Iraque). 

## História
Embora tenha sido parte do Império Parta, a partir do Século I d.C. foi independente, sendo governado por Monobas I. A partir de 25 d.C. reinou o seu filho, Izates. Em 115, o rei Mebarsapes foi vencido pelos romanos, que anexaram o território como uma província seu império. Em 224, passou ao domínio sassânida.
Adiabena permaneceu como uma província do Império Sassânida até a Conquista muçulmana da Pérsia..